# Hatxepsut (princesa)
Hatxepsut va ser una princesa egípcia de la XIII Dinastia. Va viure cap al 1750 aC.
Hi ha tres casos en què s'esmenta una persona anomenada Hatxepsut. No se sap si es tracta dels mateixos individus o no.

## Hatxepsut, filla de la reina Nofret
Se la coneix per una estela de pedra calcària trobada a Abidos i que es troba avui al Museu Egipci del Caire (CG 20394), on s'afirma que era filla de l'esposa del rei, Nofret. El nom del seu pare no està registrat en aquesta inscripció. La reina Nofret per la seva banda no és coneguda per altres fonts. Hatxepsut apareix en aquesta estela com a esposa del militar Nedjesankh / Iu que tenia una segona esposa amb el nom de Nubemuakh. A l'estela també s'hi esmenta la seva filla, la "Dama de les cases" Nebetiunet.

## Un escarabat de la dinastia XIII
La filla d'un rei anomenada Hatxepsut apareix també en un segell d'escarabat. Segons Kim Ryholt, l'escarabat es pot datar de l'època anterior a Sobekhotep III per motius estilístics.

## Hatxepsut, la filla d'un rei de l'època d'Ameniqemau
El 2017 es va descobrir una piràmide de la XIII Dinastia a Dashur. A la piràmide s'hi va trobar una llosa de pedra amb textos piramidals i el nom del rei Ameniqemau. A la mateixa piràmide hi havia una vas canopi que citava la filla del rei Hatxepsut, i les restes fragmentades d'un fèretre de fusta (posteriorment reconstruït parcialment) tallat amb un estil coherent per a una dona de gran estatus del Regne Mitjà.